# 乾湿計

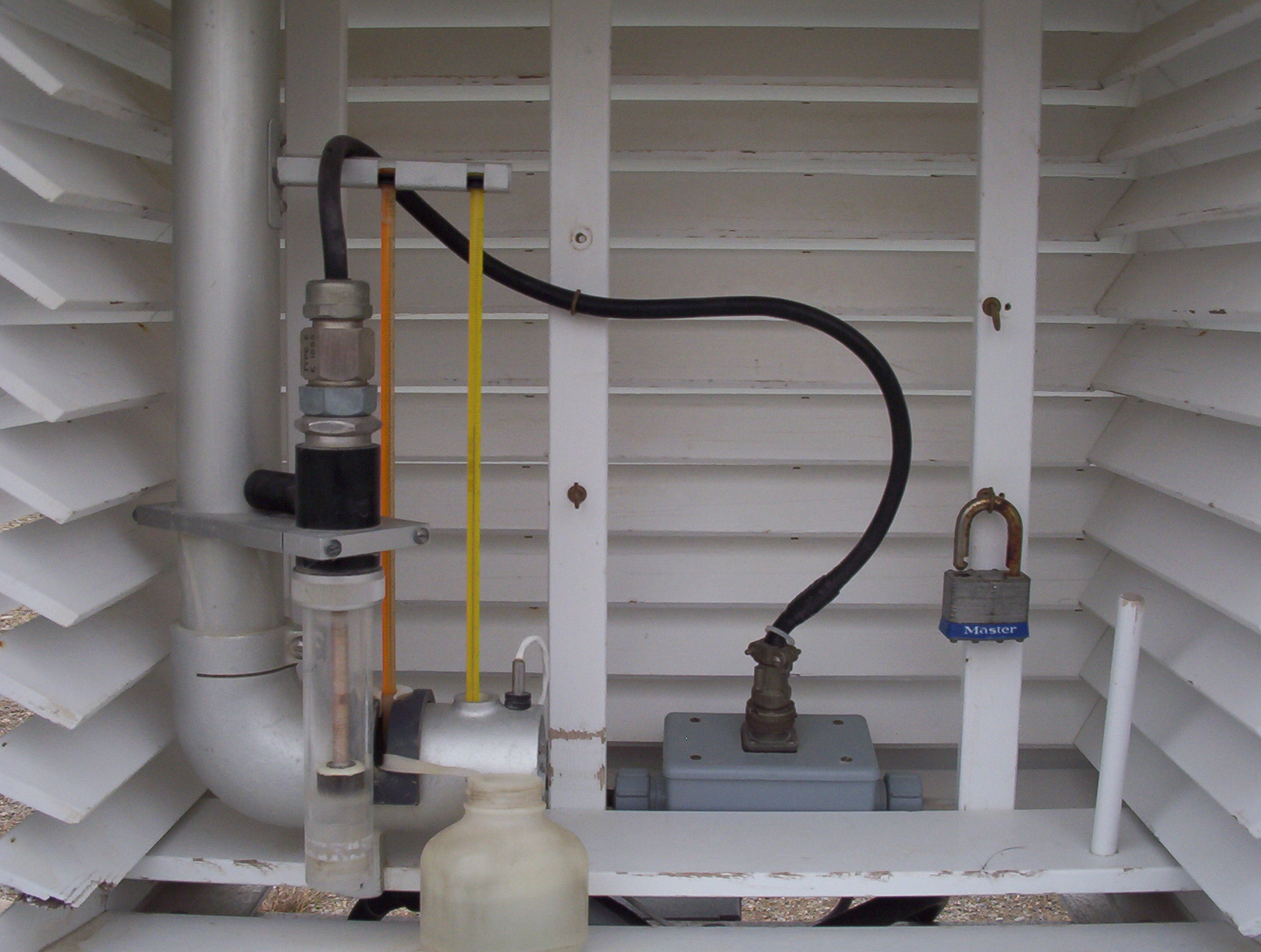
電動式乾湿計を備えた百葉箱の内部

乾湿計（かんしつけい、乾湿球湿度計）は、同一構造形状かつ表示精度を揃えた2本のガラス棒状温度計を並行に固定し、何れか1本の感温球にガーゼを巻いて水で湿潤させる構造のもの。乾球温度から気温、乾球温度と湿球温度の温度差から湿度を同時に測定できる湿度計である。一般の温度・湿度環境での測定に適している。極端な高温・低温・低湿度・低気圧での測定では、誤差が大きくなるが、金属ばねや毛髪を用いた湿度計と比して誤差が小さい。乾湿計の実用範囲はおよそ気温0 - 50℃、相対湿度10 % - 95 %であり、この範囲を外れると誤差が急増する。
2本の温度計からなり、一方は水で球部を常に湿らせて測定する。湿球は球部で水が蒸発によって蒸発熱を奪うため、通常もう一方の温度計（乾球）よりも低い温度を示す。しかし気温が氷点下の場合は湿球が薄い氷の層で覆われるため、乾球よりも高い温度を示すことがある。
精密測定の場合、相対湿度は乾球温度または湿球温度と乾球・湿球間の温度差と気圧とからスプルンク（Adolf Sprung 1848年 - 1909年）の式で計算する。式の補正値は、各通風方式ごとに用意されている。
{\displaystyle e=e_{\mathrm {sw} }-Ap(t_{\mathrm {d} }-t_{\mathrm {w} })}
ここでeは空気中の水蒸気分圧、 eswは湿球温度における飽和水蒸気圧、A=0.000662K-1（湿球が氷結していない時）は乾湿計係数、pは気圧、tdは乾球温度、twは湿球温度である。この式の理論的根拠についてはルイスの関係#応用を参照．
湿球が適切な湿潤状態でないと正確な測定ができない。湿球に巻くガーゼは木綿100 %で油分や糊気を除去したものが最も適しており誤差が小さくなる。ガーゼや湿潤に用いる水に油分が含まれていると蒸発を阻害して実湿度より高い方向の誤差が増大する。ガーゼが汚れた場合は、新しいガーゼを煮沸または漂白して油分や糊気を十分に除去したものに取替える必要である。湿潤に用いる水は不純物が僅少な精製水が最適である。水道水や井戸水は使用不可能ではないが精製水と比べて不純物含有量が多いのでガーゼの汚損や腐食が早く、含有するカルシウムが感温球に付着固着すると誤差が増大する上に清掃が難しいので、なるべく精製水を用いるのが好ましい。

## アウグスト乾湿計

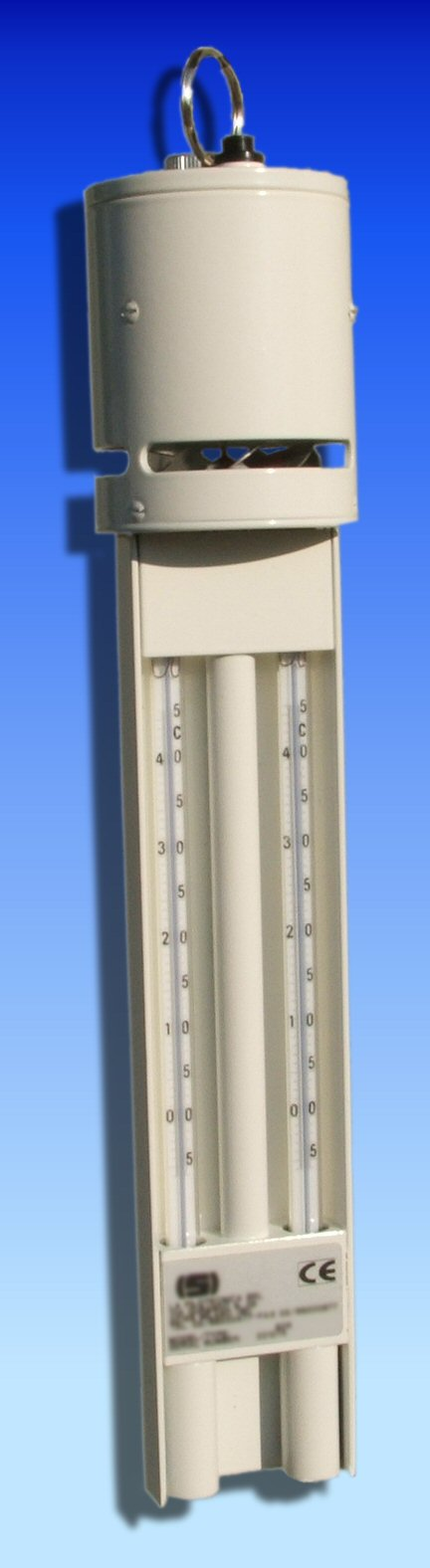

アウグスト乾湿計は、湿球と乾球とを大気中に開放したものである。壁面や卓上スタンドなどに固定しての測定に用いられる。
乾球も湿球も露出した構造であり、風当たりや輻射熱の影響を受けやすく誤差が大きくなりやすいので、風や日光に曝されない場所や百葉箱内に取り付けて用いられる例が多い。畜産農業養蚕や倉庫の湿度管理、空調設備や建物内の定点観測、気象観測で百葉箱内に取り付けるなどの業務用途向けでは光沢メッキを施した金属フレームに水銀一重ガラス管温度計を取り付けたものが多い。簡易型と称するものや家庭用と称する安価なものでは、軽質な木板やプラスチック製基盤に最小目盛1℃でアルコール（着色灯油）温度計を組み込んだものが多い。業務用途向け、簡易型・家庭用何れのものも左右の温度計の間にJIS Z-8806に記載されている湿度表の一部を抜粋した表を取り付けた製品が多く見られ、湿度換算表や湿度計算尺、公式計算式を用いなくとも相対湿度を知ることが出来る。
精度（誤差）は、業務用途向けでは±5 %以下、簡易型・家庭用では±10 %以下としている製品が多い。

## アスマン通風乾湿計
アスマン通風乾湿計は、ドイツの気象学者アドルフ・リヒャルト・アスマンが考案したもので、通風湿球湿度計とも呼ばれる。輻射熱に因る誤差を防ぐためにクロムメッキされた二重金属円筒または断熱性合成樹脂製円筒に湿球・乾球を内蔵し、通風器で一定速度で通風するものである。金属製のものは丈夫で携帯移動が容易であり、不規則な気流(風)、輻射熱や日射の影響を受け難く湿球と乾球に平等に通風することから誤差が小さく安定しているので、建物内を移動しての環境測定や野外移動測定、他の湿度計の校正用標準器に用いられる。
組み込まれる棒状温度計は精度を重んじて二重ガラス管水銀温度計が標準であり、最小目盛は大型または精密用で1/5（0.2℃）、小型で1/2（0.5℃）のものが多い。屋外で風や日射の影響は避けたいがあまり精度は要しない用途や学生実習用途向けに、アルコール（着色灯油）温度計を組み込んで価格を下げた製品を発売しているメーカーもある。
通風機は電動機駆動のものとぜんまいばね式のものとがある。一定の通風速度が必要なので、電池・ぜんまいの切れに注意が必要である。国産品では通風速度3 - 5 m/s程度のものが多い。
湿球を湿潤したら3分以上一定の通風状態を維持し、測定者の体温や呼気の影響を与えぬように注意しながら素早く温度を読み取り、さらに1分後に読みの変化が無いことを確かめる。適切に測定し実気圧も測定してSprungの公式で算出すれば誤差1 %以下で相対湿度を求めることが可能である。
数％の誤差を許容する簡易測定の場合は、JIS Z-8806に記載されている通風乾湿計湿度換算表で乾球温度の桁と乾球・湿球間の温度差の行が交わる点から湿度を読み取る。また、湿度計算尺が付属または別売されており、計算式や湿度換算表より精度が落ちるが簡便かつ手早く湿度を求めることが出来る。

## 温度差式通風乾湿球湿度計
温度差式通風乾湿球湿度計は、熱電対で乾球部と湿球部の温度差を測定するものである。

## 気象庁形通風乾湿球湿度計
気象庁形通風乾湿球湿度計は、気象庁標準の百葉箱内蔵用の乾湿計。

スティーブンソン型百葉箱を改良したもので、各側面と底面を二重にし、内側にアルミ箔を貼り付け、内部に内箱を設け、天井部にファンを取り付けて強制通風させるようにした「気象庁3号型」は、1993年まで使用された。

現在は電気式温度計と電気式湿度計を、断熱材を入れた二重の円筒（通風筒）に入れて測定している。通風筒は、上側に取り付けたファンで強制的に5 m/s前後の通風(下部から上部への流れ）するようにしてあり、外から温度計の指示を読めないため、電気式の温度計と湿度計を用いる。

## 振り回し式乾湿計

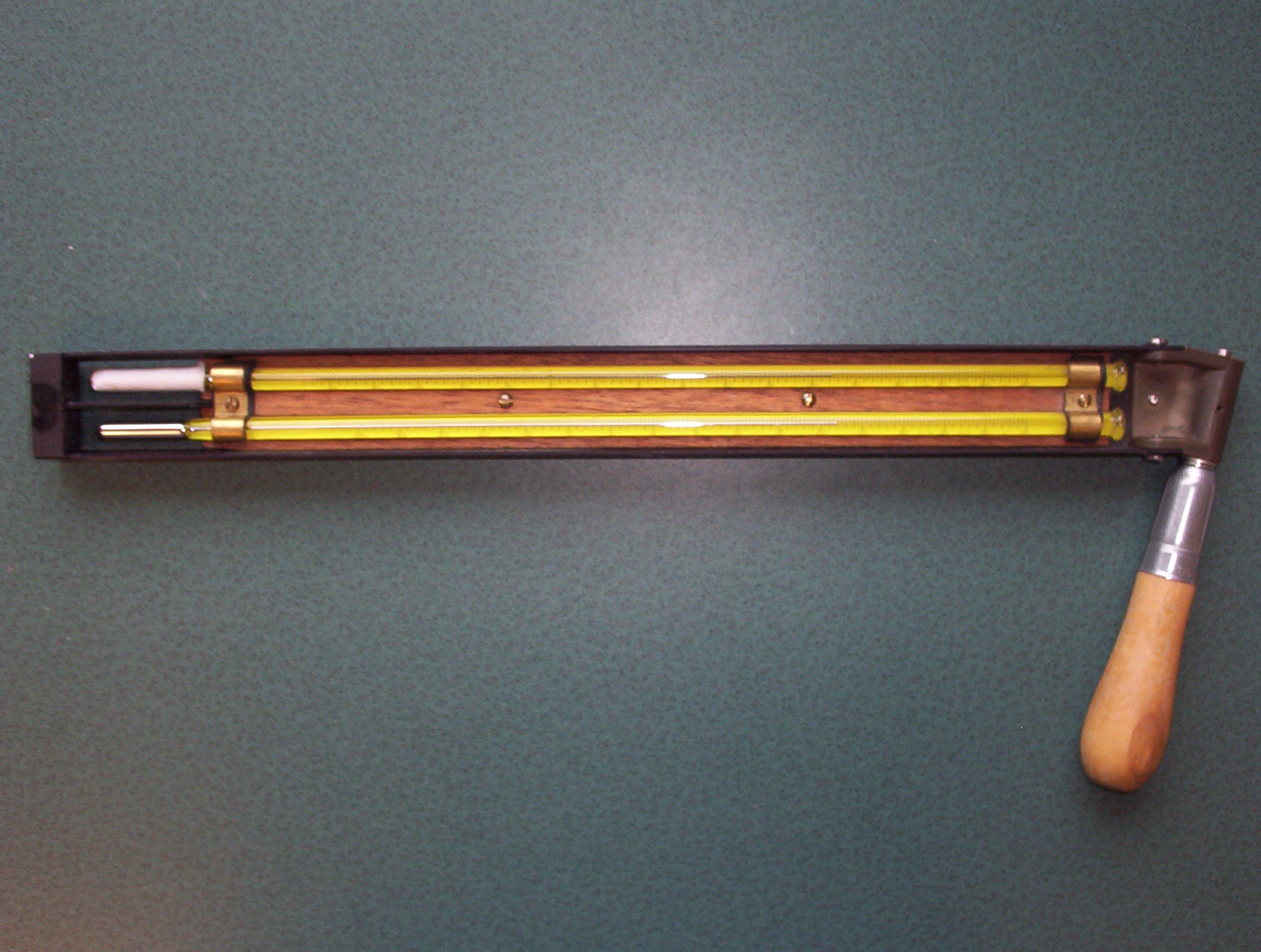
屋外用の振り回し式乾湿計

振り回し式乾湿計（sling psychrometer）は、ハンドルまたは長いひもに取り付けられた温度計を空気中で数分間回転させ使用する。屋外で移動しての気象測定に用いられる。